# Plant City Stadium
Plant City Stadium é um estádio em Plant City, Flórida, com capacidade para cerca de 6.000. Foi construído em 1988 como centro de treinamento dos Cincinnati Reds, que já haviam treinado no Al Lopez Field nas proximidades de Tampa por muitos anos. Em 1998, os Reds deixaram Plant City e foram para o Ed Smith Stadium em Sarasota . Após a saída dos Reds, o Plant City Stadium sediou principalmente jogos amadores de beisebol e softball.
Em 2012, o estádio tornou-se o campo de jogo para vários times de futebol de desenvolvimento do VisionPro Institute, incluindo VSI Tampa Bay FC da USL Pro, e as equipes de mesmo nome da USL Premier Development League e da USL W-League .  No início de 2020, o Tampa Bay Vipers do XFL anunciou que irá renovar e assumir a instalação para uso como suas instalações de treino.